# Fumio Saitō
Fumio Saitō (斎藤文夫?, Saitō Fumio; Fussa, 22 agosto 1953 – 25 marzo 2019) è stato un cestista giapponese.

## Carriera
Con il Giappone ha partecipato ai Giochi olimpici di Montréal 1976, segnando 8 punti in 6 partite.